# Юзефіна (гміна Пшикона)
Юзефіна (пол. Józefina) — село в Польщі, у гміні Пшикона Турецького повіту Великопольського воєводства.
У 1975-1998 роках село належало до Конінського воєводства.